# Landesregierung Bárður á Steig Nielsen
Die Landesregierung Bárður á Steig Nielsen bildete vom 16. September 2019 bis zum 22. Dezember 2022 die Regierung der Färöer.
Die Koalitionsregierung setzte sich aus drei Parteien zusammen: Sambandsflokkurin, Fólkaflokkurin und Miðflokkurin. Abgelöst wurde sie von der Landesregierung Aksel V. Johannesen II.

## Kabinettsmitglieder
| Amt                                                  | Amtsinhaber/in | Amtsinhaber/in                    | Amtszeit                                     |
| ---------------------------------------------------- | -------------- | --------------------------------- | -------------------------------------------- |
| Premierminister                                      |                | Bárður á Steig Nielsen            | seit 16. September 2019                      |
| stellvertretender Premierminister und Finanzminister |                | Jørgen Niclasen                   | vom 16. September 2019 bis 16. Februar 2022  |
| stellvertretender Premierminister und Finanzminister |                | Uni Rasmussen                     | vom 23. Februar 2022 bis 22. Dezember 2022   |
| Gesundheitsminister                                  |                | Kaj Leo Johannesen                | seit 16. September 2019                      |
| Minister für Handel und Industrie                    |                | Helgi Abrahamsen                  | vom 16. September 2019 bis 19. August 2021   |
| Minister für Handel und Industrie                    |                | Magnus Rasmussen                  | vom 19. August 2021 bis 22. Dezember 2022    |
| Minister für Fischerei                               |                | Jacob Vestergaard                 | vom 16. September 2019 bis 20. Dezember 2021 |
| Minister für Fischerei                               |                | Árni Skaale                       | vom 5. Januar 2022 bis 22. Dezember 2022     |
| Sozialministerin                                     |                | Elsebeth Mercedis Gunnleygsdóttur | vom 16. September 2019 bis 20. Dezember 2021 |
| Sozialminister                                       |                | Sólvit Nolsø                      | vom 5. Januar 2022 bis 13. November 2022     |
| Außenminister und Minister für Bildung und Kultur    |                | Jenis av Rana                     | vom 16. September 2019 bis 8. November 2022  |